# Tiborna

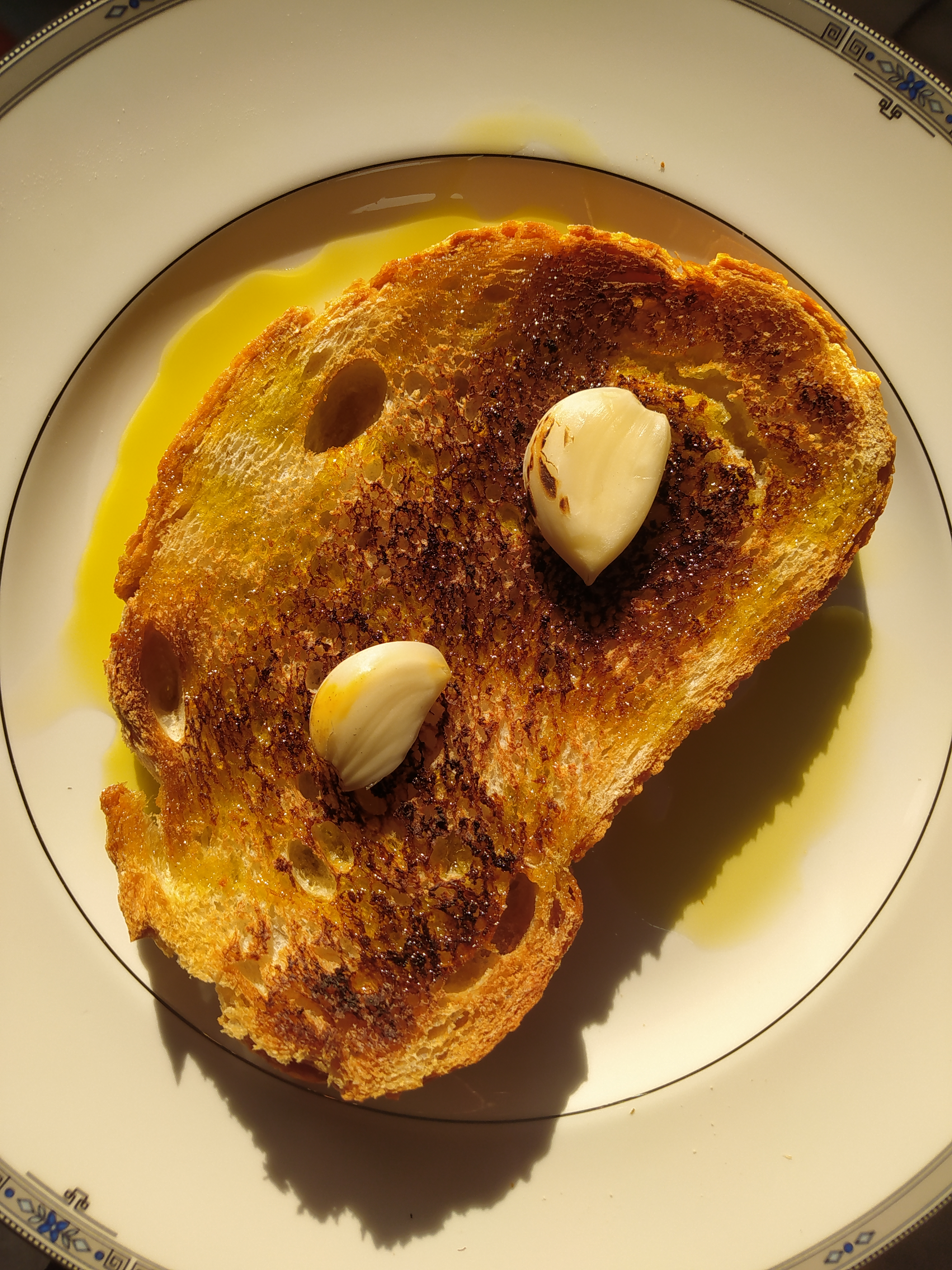
Tiborna con ajos

Tiborna (o a veces en español, tibornia) es un término usado en el occidente de la península ibérica, particularmente en el Alentejo portugués y la Extremadura española, y se refiere a una rebanada de pan tostada o asada y empapada en aceite de oliva acabado de hacer (azeite novo). A veces también con otros ingredientes, como sal o azúcar. Un pan muy apreciado para hacer tibornas es el pan alentejano.
Se desconoce la etimología de esta palabra, que aparece por primera vez escrita en el siglo XVI. Lo que sí se sabe con más certeza es que es una palabra que pasó del portugués al español (portuguesismo), fruto de las cercanas relaciones entre ambas naciones en la zona de La Raya. Aunque cada vez más en desuso, aún se oye.
Desde 2017, en Santiago de Alcántara, Cáceres, se celebra cada diciembre el Día de la Tiborna. En Alburquerque, Badajoz, se dan las tibornas de aceite, sal y limón. En Entre-Douro y la región del río Miño, la tiborna se hace con patatas y bacalao al horno, rociados con aceite de oliva. También es llamado tibor de bacalhau, tibórnia o tibornada. En Ribatejo, la tiborna es llamada torricado.